# Temnothorax nylanderi
Temnothorax nylanderi là một loài kiến thuộc chi Temnothorax. Loài này được tìm thấy ở Tây Âu. Loài kiến này được Förster mô tả lần đầu tiên (1850) dựa trên một nam giới đến từ Đức.

## Phân loài
- Temnothorax nylanderi nylanderonigriceps (Stitz, 1939)

## Sinh học
Temnothorax nylanderi sinh sống trong lớp, và tổ có thể được tìm thấy trong các hốc nhỏ trên cành cây và quả sồi chẳng hạn. Tổ thường chứa ít hơn 400 cá thể. Nghiên cứu cho thấy rằng nếu những con kiến này sống cô lập về mặt xã hội, sự tương tác của chúng với các thành viên trong đàn giảm và phản ứng căng thẳng của chúng thay đổi.